# Cameron Atkinson
Cameron Atkinson, dit Cam Atkinson, (né le 5 juin 1989 à Riverside, dans l'État du Connecticut aux États-Unis) est un joueur professionnel américain de hockey sur glace.

## Carrière

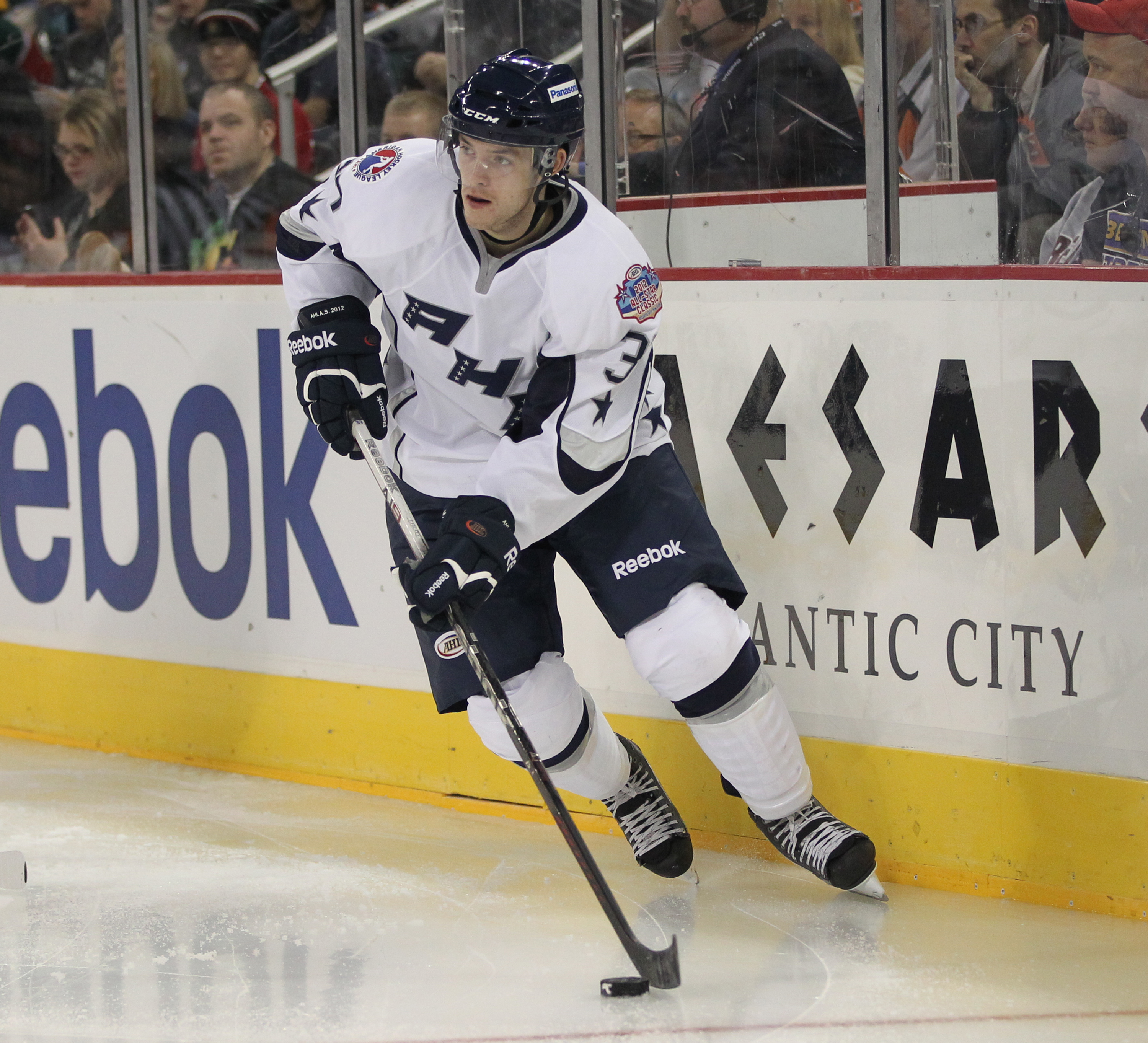
Atkinson lors du match des étoiles de la ligue américaine en 2012.

Cameron Atkinson a été repêché par les Blue Jackets de Columbus lors du repêchage de la Ligue nationale de hockey de 2008 au sixième tour en 157e position.
Après avoir été repêché, Atkinson rejoint les Eagles de Boston College en NCAA dans la division Hockey East. Il s'impose rapidement comme un membre important des Eagles, et marque en moyenne plus d'un point tous les deux matchs lors de sa première saison. Après une année d'apprentissage, il devient le buteur de l'équipe, et inscrit plus de trente buts lors des deux saisons suivantes. Ses qualités lui permettent de rejoindre les rangs des Falcons en LAH pour jouer quelques matchs en fin de saison et il inscrit cinq points lors des cinq matchs auxquels il prend part.
Il obtient une place de titulaire en LAH et devient le meilleur buteur de l'équipe avec 29 réalisations. Les Blue Jackets font appel à lui en cours de saison : il joue 27 matchs sous le maillot de Columbus, et inscrit 14 points, ce qui fait de lui la révélation de l'année du côté des Blue Jackets. Il inscrit son premier coup du chapeau dans la LNH le 5 avril 2012, contre l'Avalanche du Colorado. Lors du lock-out de la saison 2012-2013, il joue avec les Falcons de Sptingfield dans la LAH.

## Statistiques

### En club
| Saison     | Équipe                   | Ligue       |     | Saison régulière | Saison régulière | Saison régulière | Saison régulière | Saison régulière |    | Séries éliminatoires | Séries éliminatoires | Séries éliminatoires | Séries éliminatoires | Séries éliminatoires |
| Saison     | Équipe                   | Ligue       | PJ  | B                | A                | Pts              | Pun              | PJ               | B  | A                    | Pts                  | Pun                  |                      |                      |
| 2008-2009  | Eagles de Boston College | Hockey East | 36  | 7                | 12               | 19               | 28               | -                | -  | -                    | -                    | -                    |                      |                      |
| 2009-2010  | Eagles de Boston College | Hockey East | 42  | 30               | 23               | 53               | 30               | -                | -  | -                    | -                    | -                    |                      |                      |
| 2010-2011  | Eagles de Boston College | Hockey East | 38  | 31               | 21               | 52               | 28               | -                | -  | -                    | -                    | -                    |                      |                      |
| 2010-2011  | Falcons de Springfield   | LAH         | 5   | 3                | 2                | 5                | 0                | -                | -  | -                    | -                    | -                    |                      |                      |
| 2011-2012  | Falcons de Springfield   | LAH         | 51  | 29               | 15               | 44               | 31               | -                | -  | -                    | -                    | -                    |                      |                      |
| 2011-2012  | Blue Jackets de Columbus | LNH         | 27  | 7                | 7                | 14               | 14               | -                | -  | -                    | -                    | -                    |                      |                      |
| 2012-2013  | Falcons de Springfield   | LAH         | 33  | 17               | 21               | 38               | 14               | -                | -  | -                    | -                    | -                    |                      |                      |
| 2012-2013  | Blue Jackets de Columbus | LNH         | 35  | 9                | 9                | 18               | 4                | -                | -  | -                    | -                    | -                    |                      |                      |
| 2013-2014  | Blue Jackets de Columbus | LNH         | 79  | 21               | 19               | 40               | 18               | 6                | 1  | 2                    | 3                    | 0                    |                      |                      |
| 2014-2015  | Blue Jackets de Columbus | LNH         | 78  | 22               | 18               | 40               | 22               | -                | -  | -                    | -                    | -                    |                      |                      |
| 2015-2016  | Blue Jackets de Columbus | LNH         | 81  | 27               | 26               | 53               | 22               | -                | -  | -                    | -                    | -                    |                      |                      |
| 2016-2017  | Blue Jackets de Columbus | LNH         | 82  | 35               | 27               | 62               | 22               | 5                | 2  | 1                    | 3                    | 0                    |                      |                      |
| 2017-2018  | Blue Jackets de Columbus | LNH         | 65  | 24               | 22               | 46               | 14               | 6                | 2  | 2                    | 4                    | 2                    |                      |                      |
| 2018-2019  | Blue Jackets de Columbus | LNH         | 80  | 41               | 28               | 69               | 20               | 10               | 2  | 6                    | 8                    | 4                    |                      |                      |
| 2019-2020  | Blue Jackets de Columbus | LNH         | 44  | 12               | 14               | 26               | 6                | 8                | 3  | 5                    | 8                    | 4                    |                      |                      |
| 2020-2021  | Blue Jackets de Columbus | LNH         | 56  | 15               | 19               | 34               | 4                | -                | -  | -                    | -                    | -                    |                      |                      |
| 2021-2022  | Flyers de Philadelphie   | LNH         | 73  | 23               | 27               | 50               | 10               | -                | -  | -                    | -                    | -                    |                      |                      |
| 2023-2024  | Flyers de Philadelphie   | LNH         | 70  | 13               | 15               | 28               | 27               | -                | -  | -                    | -                    | -                    |                      |                      |
| Totaux LNH | Totaux LNH               | Totaux LNH  | 770 | 249              | 231              | 480              | 183              | 35               | 10 | 16                   | 26                   | 10                   |                      |                      |

### En équipe nationale
Il représente les États-Unis au niveau international.
| Année | Équipe     | Compétition          |    | PJ | B | A  | Pts | Pun                |  | Résultat |
| 2012  | États-Unis | Championnat du monde | 8  | 1  | 2 | 3  | 4   | 7e place           |  |          |
| 2018  | États-Unis | Championnat du monde | 10 | 7  | 4 | 11 | 2   | Médaille de bronze |  |          |

## Trophées et honneurs personnels

### LNH
- 2017 : participe au 62e Match des étoiles de la Ligue nationale de hockey
- 2019 : participe au 64e Match des étoiles de la Ligue nationale de hockey